# Pertusio
Pertusio és un comune (municipi) de la ciutat metropolitana de Torí, a la regió italiana del Piemont, situat a uns 30 quilòmetres al nord de Torí. A 1 de gener de 2019 la seva població era de 758 habitants.
Pertusio limita amb els següents municipis: Valperga, Prascorsano, Rivara i San Ponso.